# Josh Cavallo
Joshua John Cavallo (Bentleigh East, 13 de novembro de 1999) é um futebolista australiano que atua como lateral-esquerdo e meio-campista. Atualmente joga pelo Adelaide United, e já representou sua seleção nacional sub-20.

## Biografia
Joshua John Cavallo nasceu em 13 de novembro de 1999 em Bentleigh East, um subúrbio de Melbourne, Vitória, na Austrália.

## Carreira

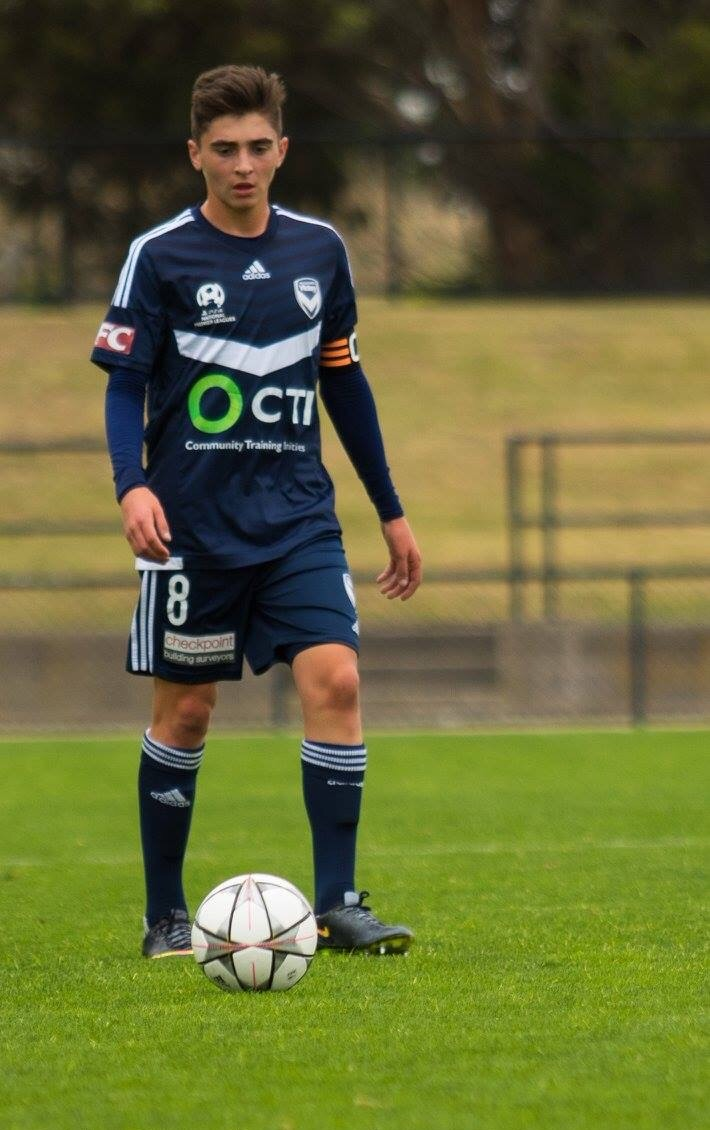
Josh Cavallo no Melbourne Victory Youth em 2016

### Categorias de base
Josh Cavallo representou o Melbourne Victory FC Youth e o Melbourne City FC Youth em sua juventude.

### Western United

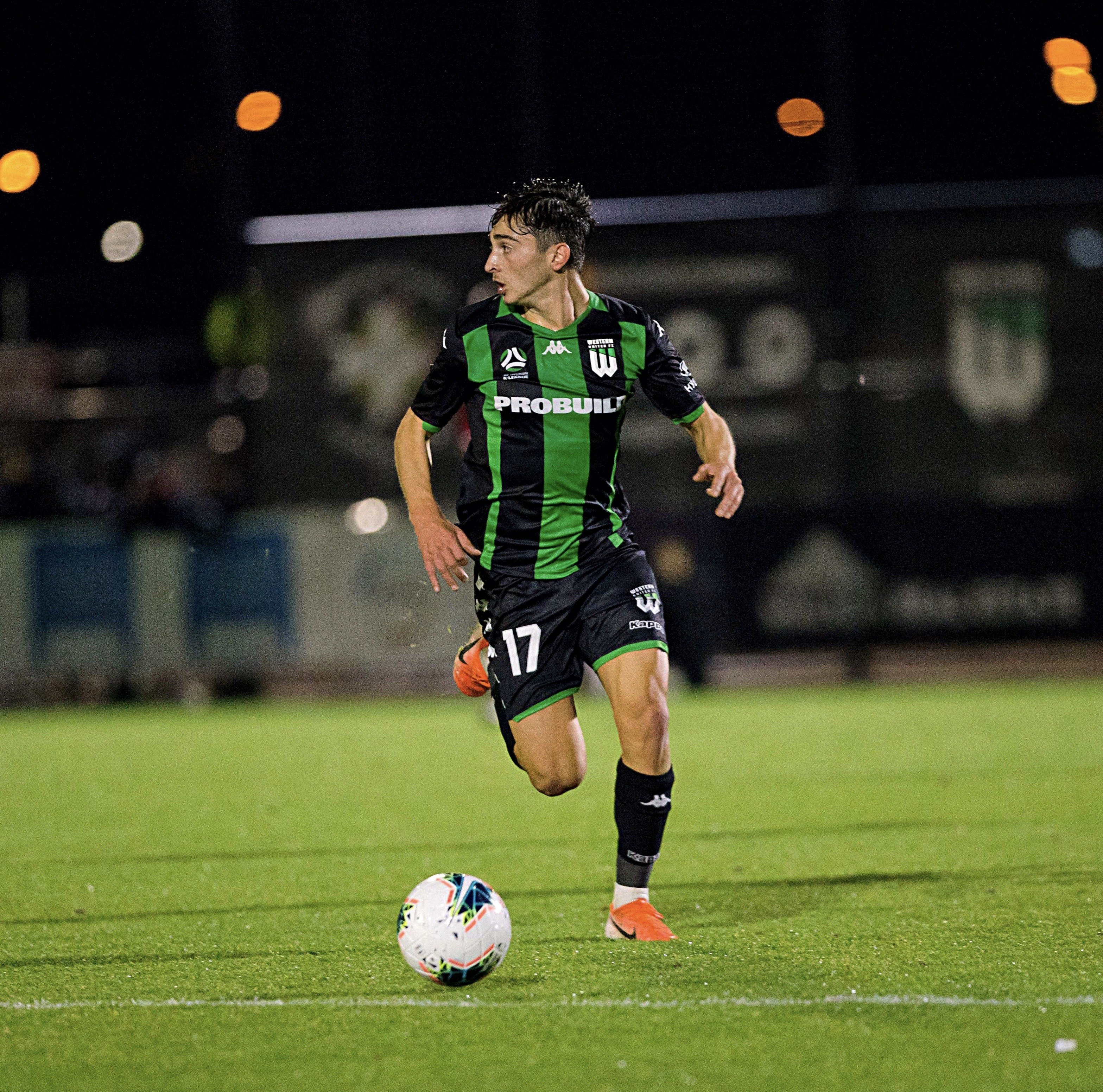
Josh Cavallo no Western United em 2020

Em 15 de abril de 2019, o Melbourne City anunciou que Josh Cavallo sairia do clube na data de expiração de seu contrato ao final da temporada de 2018–19.
Em 24 de junho de 2019, o novo time da A-League Western United anunciou que Josh jogaria pelo clube em sua temporada inaugural. Ele fez sua estreia em 3 de janeiro de 2020 em uma derrota por 3 a 2 contra seu time anterior. Depois de entrar como substituição de Apostolos Stamatelopoulos aos 26 minutos do segundo tempo, ele sofreu um pênalti pelo goleiro Dean Bouzanis, que foi eventualmente convertido em um gol por Besart Berisha.
O Western United anunciou que Josh sairia do time em 10 de fevereiro de 2021 para procurar mais tempo de jogo em outro clube da A-League.

### Adelaide United
Em 18 de fevereiro de 2021, Josh assinou um contrato de curto-prazo com o Adelaide United. Depois do sucesso na temporada de 2020–21, ele assinou uma extensão de contrato de dois anos em 11 de maio. Ele foi premiado com o prêmio de "Rising Star" da Adelaide United depois de seu desempenho na temporada de 2020–21, quando começou em 15 jogos e fez 18 aparições.

## Vida pessoal
Josh Cavallo anunciou ser homossexual em outubro de 2021. Antes disso, não havia qualquer outro jogador de futebol masculino profissional em atividade abertamente homossexual. Ele disse em uma mensagem, "Eu espero que compartilhando quem eu sou, eu possa mostrar a outros que se identificam como LGBTQ+ que eles são bem-vindos na comunidade do futebol."

## Estatísticas da carreira
Dados atualizados até a partida disputada em 30 de abril de 2022.
| Clube             | Temporada         | Liga              | Liga  | Liga | Copa  | Copa | Total | Total |
| Clube             | Temporada         | Divisão           | Apar. | Gols | Apar. | Gols | Apar. | Gols  |
| ----------------- | ----------------- | ----------------- | ----- | ---- | ----- | ---- | ----- | ----- |
| Western United    | 2019–20           | A-League          | 9     | 0    | —     | —    | 9     | 0     |
| Western United    | 2020–21           | A-League          | 0     | 0    | —     | —    | 0     | 0     |
| Western United    | Total             | Total             | 9     | 0    | —     | —    | 9     | 0     |
| Adelaide United   | 2020–21           | A-League          | 19    | 0    | —     | —    | 19    | 0     |
| Adelaide United   | 2021–22           | A-League          | 19    | 0    | 2     | 0    | 21    | 0     |
| Adelaide United   | Total             | Total             | 38    | 0    | 2     | 0    | 40    | 0     |
| Total da carreira | Total da carreira | Total da carreira | 47    | 0    | 2     | 0    | 49    | 0     |